# 福島東郵便局
福島東郵便局（ふくしまひがしゆうびんきょく）は福島県福島市にある郵便局。民営化前の分類では集配普通郵便局であった。

## 概要
住所：〒960-0199 福島県福島市鎌田下田4-2

## 沿革
- 1872年8月4日（明治5年7月1日） - 瀬上（せのうえ）郵便取扱所として開設[1]。
- 1875年（明治8年）1月1日 - 瀬上郵便局（五等）となる。
- 1893年（明治26年）5月1日 - 為替・貯金取扱を開始。
- 1920年（大正9年）8月26日 - 電話交換業務を開始[2]。
- 1952年（昭和27年）3月14日 - 電話交換業務を福島電話局に移管[3]。
- 1969年（昭和44年）3月 - 局舎新築落成。
- 1972年（昭和47年）6月20日 - 和文電報配達業務を福島電報電話局に移管。
- 1988年（昭和63年）8月1日 - 特定郵便局から普通郵便局に局種別改定[4]。
- 1997年（平成9年）10月27日 - 福島市瀬上町から、同市鎌田下田に局舎を新築、移転するとともに、福島東郵便局に改称。
- 2000年（平成12年）8月14日 - 外国通貨の両替および旅行小切手の売買に関する業務取扱を開始。
- 2007年（平成19年）10月1日 - 民営化に伴い、併設された郵便事業福島東支店、かんぽ生命保険福島支店に一部業務を移管。
- 2012年（平成24年）10月1日 - 日本郵便株式会社の発足に伴い、郵便事業福島東支店を福島東郵便局に統合。
- 2013年（平成25年）7月16日 - かんぽ生命保険福島支店が当局から郡山市清水台に移転[5]。
- 2018年（平成30年）3月5日 - 伊達郵便局、保原郵便局、桑折郵便局から集配業務を移管。

## 取扱内容
- 郵便、印紙、ゆうパック、内容証明
- 貯金、為替、振替、振込、国際送金、国債、投資信託
- 生命保険、バイク自賠責保険、自動車保険、がん保険、引受条件緩和型医療保険、変額年金保険
- ゆうちょ銀行ATM
- 福島市内の一部地域（〒960-01xx）、伊達市内の一部地域（〒960-04xx、〒960-05xx、〒960-06xx）、伊達郡桑折町内（〒969-16xx）の集配業務
- ゆうゆう窓口

## 周辺
- 福島学院大学宮代キャンパス
- 国道4号
- 阿武隈川

## アクセス
- 阿武隈急行線 福島学院前駅より徒歩約8分
- 福島交通バス 福島学院前停留所下車
- 東北自動車道 福島飯坂ICから東へ約4km
- 福島県道387号飯坂保原線沿い
- 駐車場あり：24台